# 7353 Kazuya
7353 Kazuya è un asteroide della fascia principale. Scoperto nel 1995, presenta un'orbita caratterizzata da un semiasse maggiore pari a 2,5681649 au e da un'eccentricità di 0,1746234, inclinata di 14,33449° rispetto all'eclittica.
L'asteroide è dedicato all'astronomo amatoriale Kazuya Yoshida.